# Сёстры (фильм, 2015)
«Сёстры» — американская комедия режиссёра Джейсона Мура по сценарию Полы Пелл. В картине снялись Тина Фей, Эми Полер, Джон Легуизамо, Джеймс Бролин, Айк Баринхолц, Майя Рудольф и Джон Сина. Первоначальное название фильма — The Nest («Гнездо»). Релиз в США состоялся 18 декабря 2015 года компанией Universal Studios. В России фильм вышел 14 января 2016 года.

## Сюжет
Две бойкие сестры давно покинули отчий дом, и у каждой жизнь бьёт ключом. Но когда родители выставляют фамильное гнездо на продажу, они решают закатить достойную прощальную вечеринку. Тихий городок долго не забудет их бурного пришествия.

## В ролях
| Актёр                | Роль            |
| -------------------- | --------------- |
| Тина Фей             | Кэти Эллис      |
| Эми Полер            | Мора Эллис      |
| Джон Сина            | Пазузу          |
| Майя Рудольф         | Бринда          |
| Айк Баринхолц        | Джеймс          |
| Джеймс Бролин        | Макс            |
| Кейт Маккиннон       | Сэм             |
| Мэдисон Девенпорт    | Хейли           |
| Дайан Уист           | Дина Эллис      |
| Хезер Матараццо      | Дэнни           |
| Дэн Бёрд             | Патрик Кэмпбелл |
| Джон Легуизамо       | Дейв            |
| Рэйчел Дрэч          | Келли           |
| Рене Элиз Голдсберри | Ким             |
| Саманта Би           | Лиз             |

## Производство
5 июня 2014 года Айк Баринхолц присоединился к команде фильма в качестве исполнителя главной роли. 11 июня подтвердил своё участие в проекте Джеймс Бролин — он сыграл отца героинь Тины Фей и Эми Полер. 13 июня Майя Рудольф была выбрана на роль подруг детства обеих сестер. А первого июля известный рестлер Джон Сина рассказал Deadline о том, что сыграет в картине наркодилера. 3 декабря студия Universal переименовала фильм на «Сёстры».

## Съёмки
Основные съёмки начались 9 июня 2014 года в городе Уайт-Плейнс, штат Нью-Йорк — режиссёр опубликовал фото со съёмочной площадки в своем твиттере. В конце июля команда должна была переместиться в Нью-Йорк. Также картину снимали на различных локациях в штате Нью-Йорк.

## Дополнительные факты
- Это уже третий фильм, где Тина Фей и Эми Полер снимаются вместе, и второй, где они играют главные роли. Последний раз они появились на киноэкране вместе в 2008 году. Сами участницы комедийного дуэта — давние подруги и звёзды популярного американского шоу «Субботним вечером в прямом эфире».
- Идея сценария возникла у Полы Пелл, когда она нашла дневник, который вела подростком. В нём описывались забавные случаи из её жизни и их с сестрой непохожесть[10].